# Meurthe (rivière)
Pour les articles homonymes, voir Meurthe.
La Meurthe est un cours d'eau du Grand Est, affluent de la Moselle et sous-affluent du Rhin, qui prend sa source à la Fontaine des Voleurs en contrebas du Montabey entre le Hohneck et le col de la Schlucht, dans le département des Vosges. Un panneau à côté de la route des Crêtes en précise l'endroit. Elle a donné son nom au département de la Meurthe de 1790 à 1871 dont la part principale est devenue le département de Meurthe-et-Moselle, après l'annexion par l’Empire allemand d'une partie de la Lorraine, et le rattachement de deux arrondissements mosellans à la Meurthe : Briey et Longwy.
Cette rivière canalisée pour franchir Nancy s’unit à la Moselle au lieu-dit la Gueule d'Enfer à Custines. Comme la Moselle s'unit au Rhin à Coblence, toutes ces eaux de surface parviennent à la mer du Nord et appartiennent au bassin français Rhin-Meuse.
La Meurthe est considérée comme la rivière qui a transporté au XVIIIe le plus de bois de charpente et de chauffage par flottage en trains ou à bûches perdues dans tout le massif vosgien. L'activité du flottage du bois y a perduré du XVe au XIXe siècle avec pour centre névralgique le port aux bois de Raon-l'Étape et les ports d'arrivage ou de redistribution de Lunéville et Nancy. Le commerce du bois de Haute-Meurthe permit ainsi la jonction avec la Moselle vers le Rhin et les ports de Hollande, ce qui conféra à cette rivière une dimension économique internationale qu'elle n'a plus de nos jours.

## Géographie

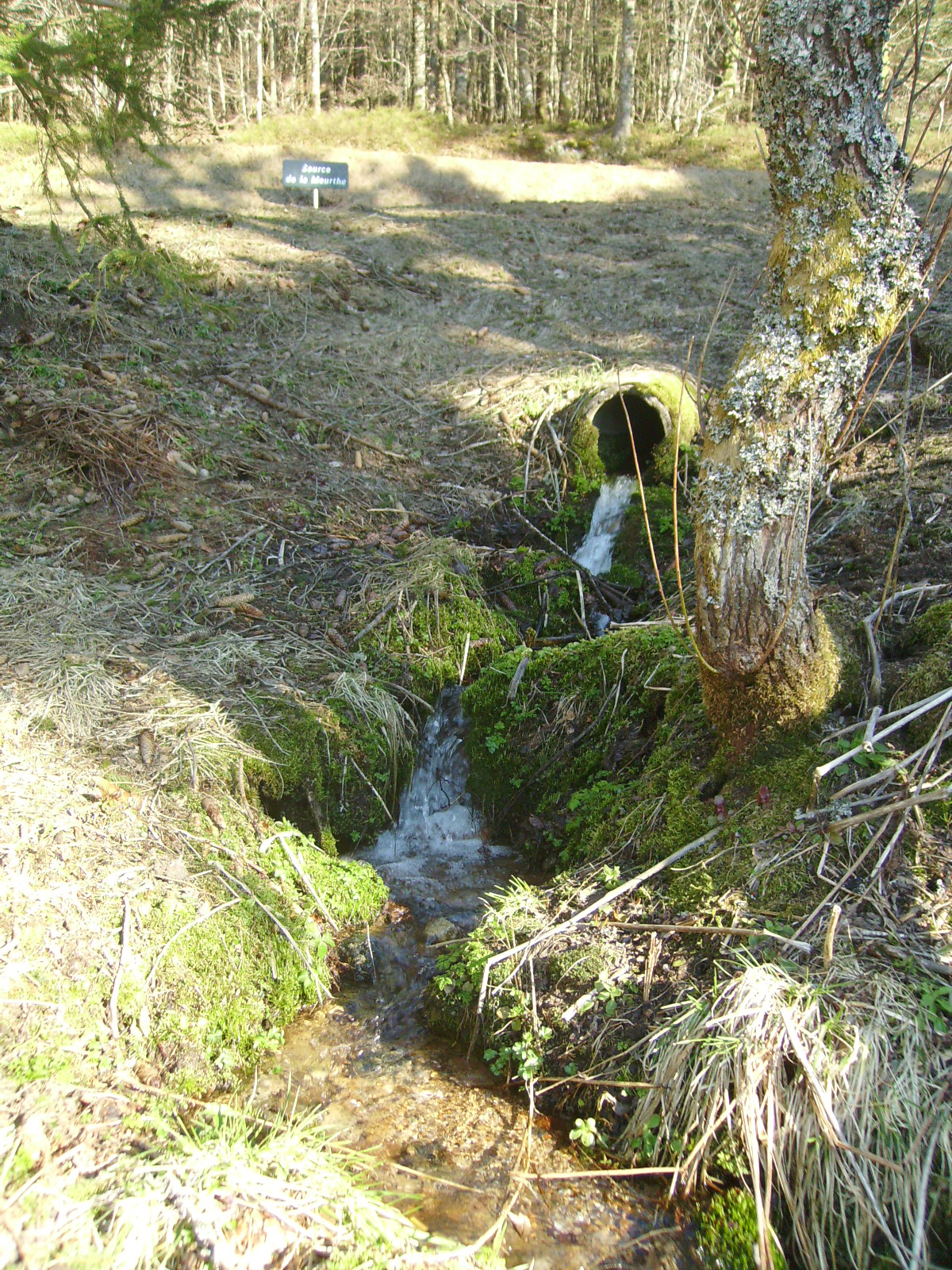
Source de la Meurthe au Montabey.

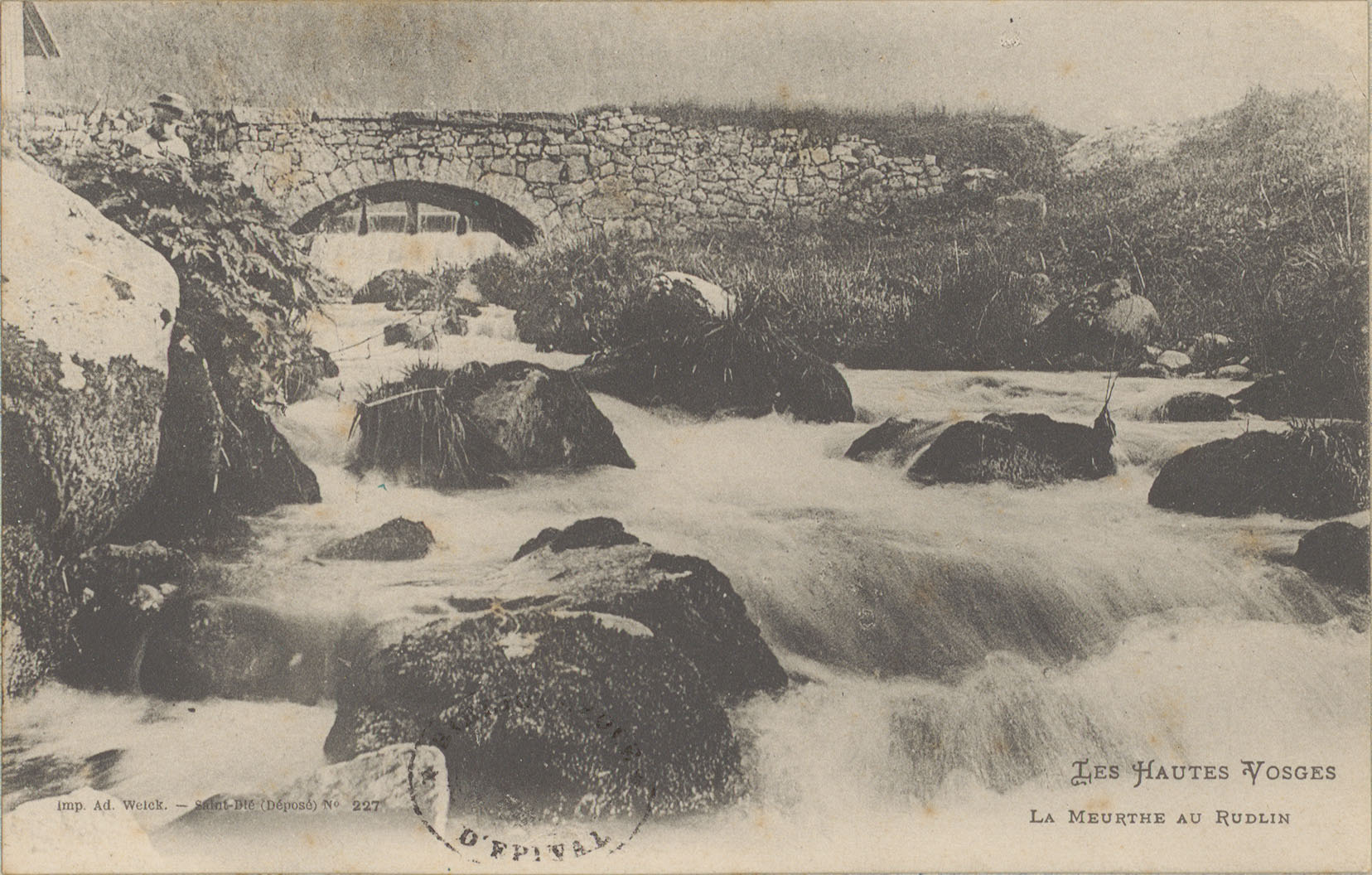
La Meurthe au Rudlin (carte postale A. Weick).

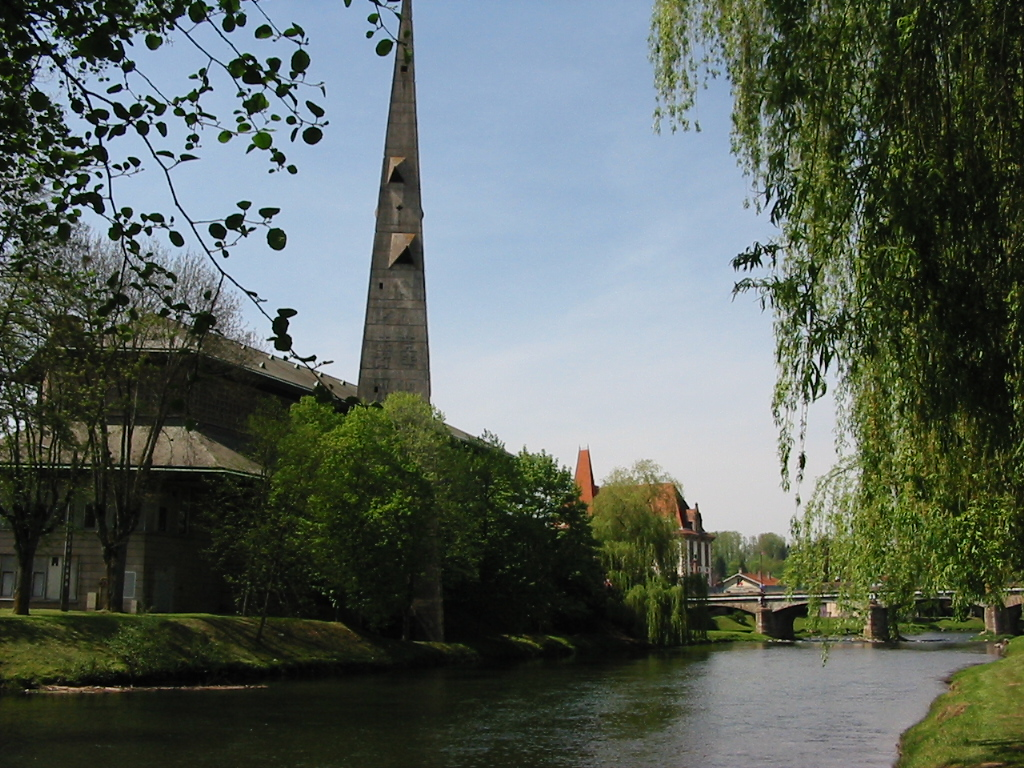
La Meurthe à Baccarat.

La petite Meurthe prend sa source au Grand Valtin et s’écoule après le défilé de Straiture dans une ancienne vallée qui emprunte une ligne de failles surcreusée par les glaciers quaternaires sur la grande commune de Ban-sur-Meurthe-Clefcy. Née à près de 1 150 mètres d'altitude, en contrebas de la chaume de Montabey, sur la commune du Valtin, la grande Meurthe dévale rapidement vers le talweg de la Combe. Elle traverse quelques étangs, au Rundstein et au Rudlin (Étang des Dames), arrose Plainfaing et rejoint la petite Meurthe après Fraize. Puis la Meurthe définitivement formée emprunte sa première grande vallée alluviale vers le nord au milieu des anciennes prairies d’Anould, Saint-Léonard, Saulcy-sur-Meurthe, Sainte-Marguerite. Dans la commune de Saint-Dié-des-Vosges, elle forme un coude en épousant les eaux de la Fave qui contournent vers l’occident le massif gréseux effondré de l’Ormont et emprunte ensuite une direction ouest et nord-ouest prédominante. Elle borde les prairies de Saint-Michel-sur-Meurthe, La Voivre et Étival-Clairefontaine. Après le défilé des Châtelles, en amont de Raon-l'Étape où elle rejoint la Plaine, elle s’épanche dans une large vallée de Baccarat vers Saint-Clément.
Ses eaux sont de moins en moins pures, de plus en plus chargées de sels calcaires des formations détritiques du début de l’ère secondaire. De Lunéville à Blainville-sur-l'Eau, elle coule vers le sud, mais elle reprend sa direction dominante après Mont-sur-Meurthe, où elle rejoint la Mortagne venant de Magnières et de Rambervillers. Elle franchit le pays des salines à Rosières, Dombasle-sur-Meurthe où le Sânon apporte les eaux du Saulnois, Varangéville et passe sous le pont de Saint-Nicolas-de-Port et à proximité de sa prestigieuse basilique. Cette contrée lui a valu la triste réputation il y a plus d’un siècle d’être le plus grand déversoir d’eaux saumâtres d’Europe, en particulier de chlorure de calcium rejeté par le procédé Solvay. Quittant la tranquille Art-sur-Meurthe, elle rejoint l'agglomération de Nancy où la franchit le pont de Malzéville, datant de la fin du XVe siècle, puis arrive à son confluent avec la Moselle à « la Gueule d'Enfer », lieu-dit de Custines (cette commune de confluence, autrefois active localité batelière, s'est longtemps appelée Condé, altération du celtique Condate signifiant confluent).
C'est au début de l'ère quaternaire, que la Haute-Moselle fut détournée de son cours par un affluent de la Meurthe, le Terrouin, pour rejoindre finalement la Meurthe.
La longueur du cours d'eau s'estime entre 159 et 170 kilomètres selon le type de mesure. La référence française en la matière, le Sandre, statue à 160,6 km. Ses principaux affluents sont la Fave, le Rabodeau, la Plaine, la Vezouze, la Mortagne et le Sânon.

### Bassin versant
Son bassin s'étend sur 3 085 km2 et son débit moyen s'établit à 41,1 m3/s.

### Organisme gestionnaire
La Meurthe est confiée en gestion à Voies navigables de France depuis Lunéville (confluence avec la Vezouze) jusqu'à Frouard.

## Affluents et sous-affluents

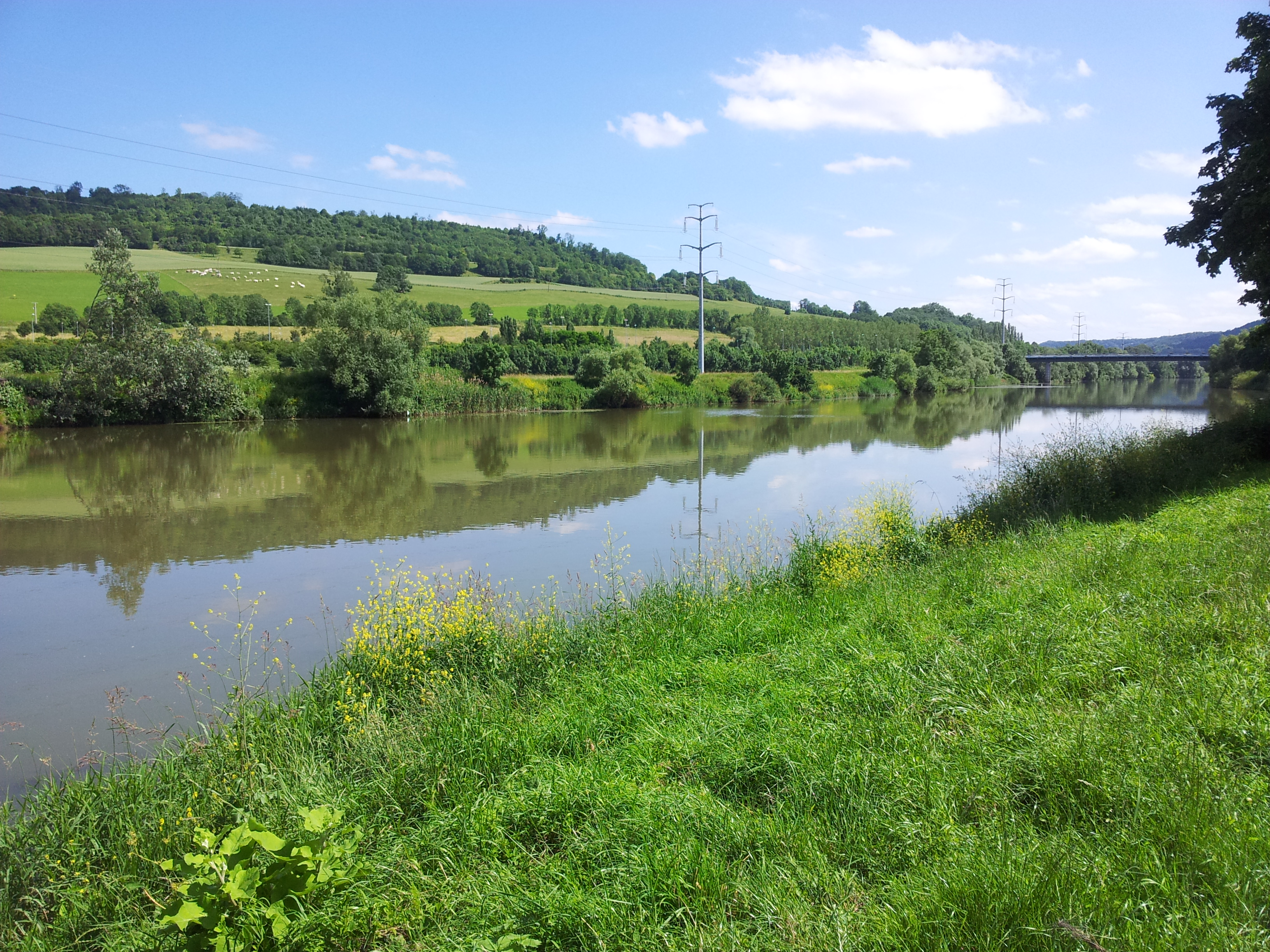
La Meurthe en aval de Nancy, juste avant son confluent avec la Moselle.

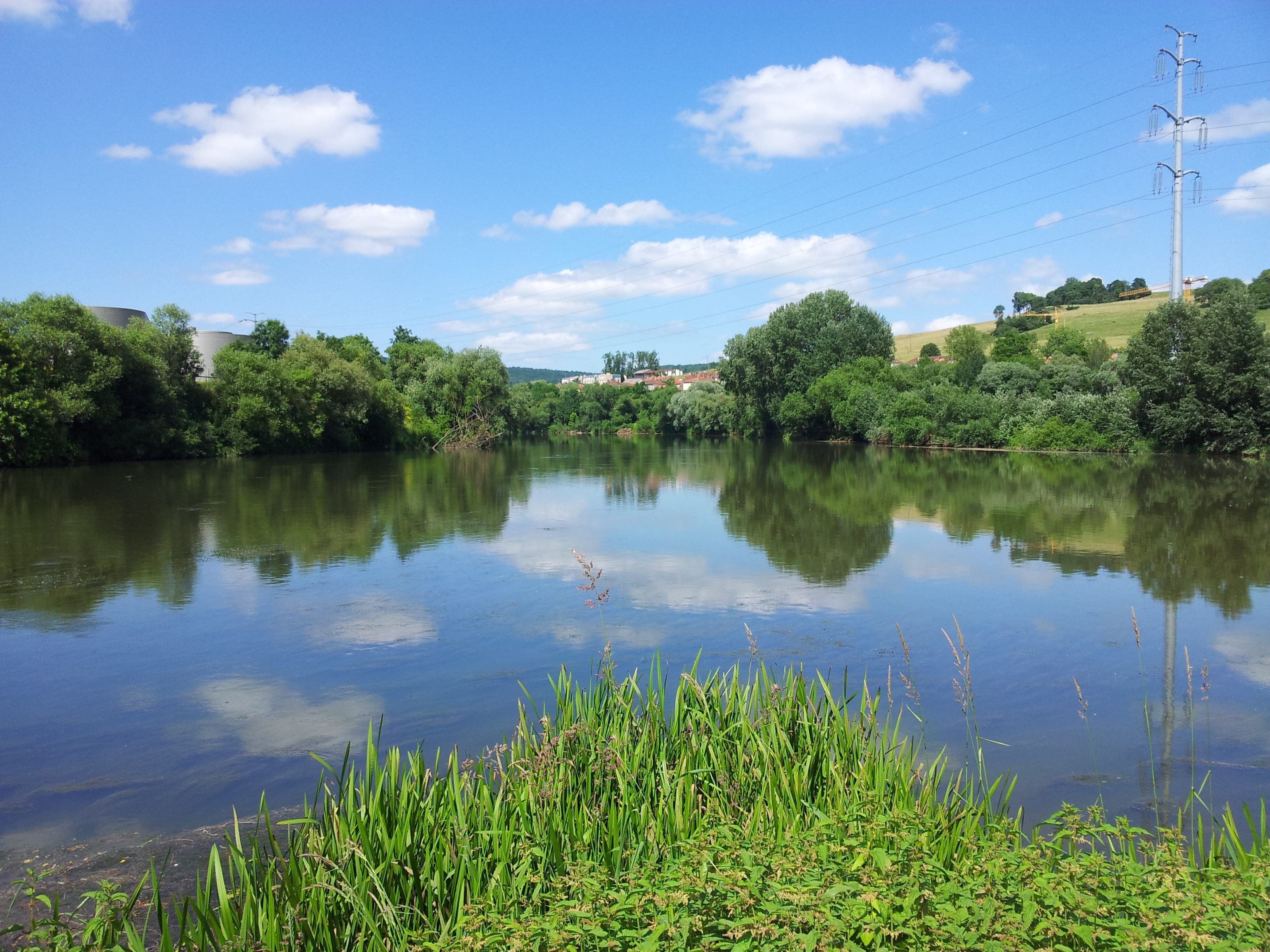
La Gueule d'enfer, confluent de la Meurthe (à droite) et de la Moselle (à gauche et en face).

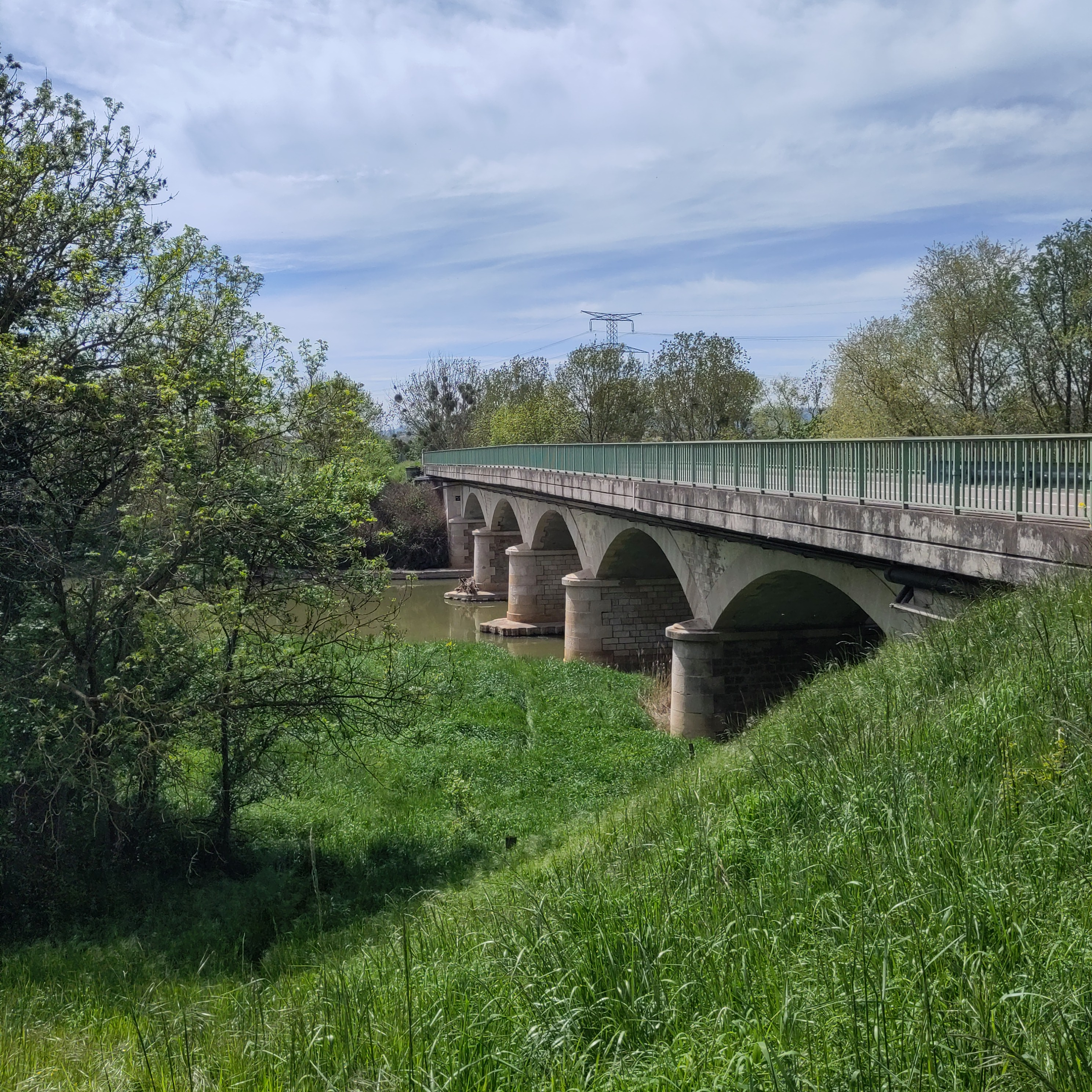
Le pont Varroy à Art-sur-Meurthe.

Les principaux cours d'eau de son bassin sont, d'amont en aval :
- La Petite Meurthe (G)
- La Fave (D)
- Le Robache (D)
- Le Taintroué (G)
- Le Hure (D)
- La Valdange (G)
- Le Rabodeau (D)
- La Plaine (D)
- La Vezouze (D)
  - Le Vacon
  - La Blette
- La Mortagne (G)
  - L'Arentèle
  - Le Padozel
  - La Belvitte
- Le Sânon (D)
- La Roanne (D)
- Le Grémillon (D)
- L'Amezule (D)

## Hydronymie
Les premières attestations de l'hydronyme, contemporaine de la formation des bans mérovingiens et de la mise en place des lois qui se fondent par cartulaires, sont latinisées : Murtha fluvius en 667, Murta en 671. La Meurthe sert déjà de barrières et de limites aux micro-pouvoirs politiques. On retrouve des formes vernaculaires en fin d'époque carolingienne : Murt en 880, Mort en 912, Murth en 1073, Murtis en 1156, Muert en 1289, Murt en 1318, Mur en 1325, Meux en 1429.

## Histoire d'une rivière et de sa vallée

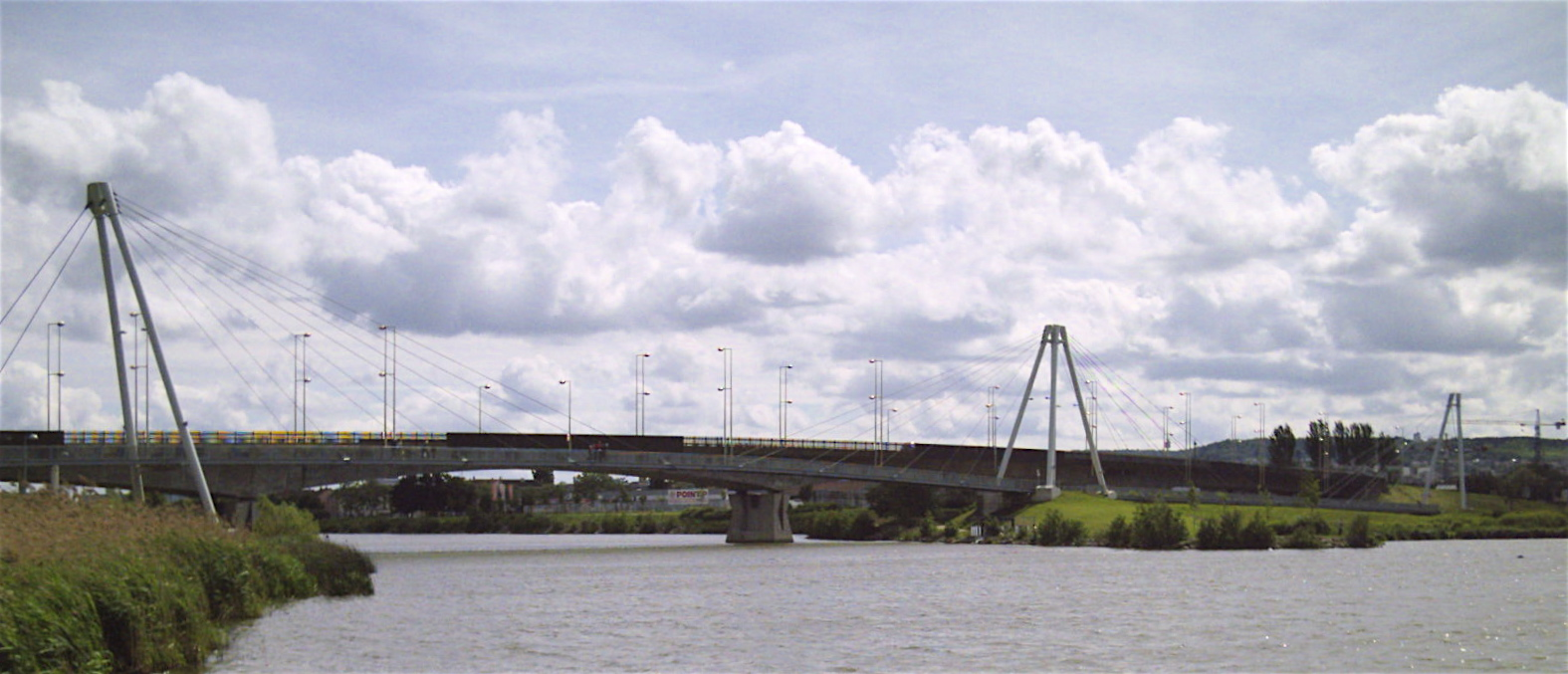
À la limite de Nancy et de Tomblaine.

L'histoire de la Meurthe n'est point banale, et le géologue le sait mieux que quiconque. Son bassin fortement surcreusé par les puissantes eaux de fonte des glaciers vosgiens a, dans un passé géologiquement très récent, capturé les eaux de la Moselle.
Le rôle des eaux qui rejoignent la vallée ou forment le lit principal est indiqué par l’étymologie celte de la Meurthe, si proche de celle de son affluent la Mortagne. Cette vieille racine indo-européenne désigne précisément les alluvions, les terres d'alluvionnement et par extension les eaux qui charrient, apportent ou enlèvent ces matériaux alluvionnaires. Le terme désigne à la fois l'espace de sédimentation et la rigole avec les eaux qui provoquent l’érosion terreuse. Rappelons-nous aussi cette capacité des eaux d’emporter la neige quand survient le printemps. Les enfants de la montagne célébraient autrefois les champs golots, les terres cultivées où les eaux « goulottent », comme si elles mangeaient la neige ! Une petite Meurthe dévore les terres, la Meurthe rigole !
La première mention écrite sur la Meurthe, de l'époque mérovingienne, « Murta, vastus et piscosus fluvius » a aussi de quoi surprendre car elle concerne son cours vosgien. « La Meurthe, vaste fleuve poissonneux » n’inclut pas alors seulement les eaux courantes, mais aussi les bras morts, les épanchements de sa nappe phréatique, c’est-à-dire dans le jargon écologique les zones humides connexes alimentées par la rivière et sa nappe alluviale. Jusqu'au milieu du Moyen Âge au moins, de nombreux cours d'eau n'avaient pas été canalisés, régulés, rectifiés, et les embâcles naturels (entrelacs d'arbres et branches) et barrages de castors pouvaient former de larges seuils naturels capables d'élargir le fleuve et d'encourager son méandrement.
Il y a sur ses bords des traces effacées, enfouies sous ces limons, de vieilles civilisations des eaux et des rivières. Ils sont les ancêtres solidaires de ces modestes pêcheurs-chasseurs, devenus petits maraîchers, qui creusent encore, au début du siècle précédent, les étangs et viviers à la force de leur bras. Et il est fascinant de pouvoir entrevoir la rencontre de ces peuples au cours du Néolithique et des premiers âges des métaux, avec d’autres civilisations moins migrantes. Les peuples des collines, cultivateurs de champs en terrasses et éleveurs de petit bétail, blottis près des sources et surtout les tribus semi-nomades de gros éleveurs, défrichant les chaumes et aménageant de vastes prairies leur ont disputé une partie de cet espace naturel. Malgré les différences de modes de vie, de croyances et de pratiques, une coexistence tolérante s’est instaurée. Les religions celtes, puis gallo-romaines surtout plus tolérantes du second Empire et la tradition de liberté judéo-chrétienne permettent à long terme une fusion partielle des héritages.
La Meurthe n'était pas partout un obstacle au franchissement. Elle a été franchie très communément à gué ou par bac au-dessus des hauts-fonds. Les ponts reliant des rives hautes sont exceptionnels. Un soubassement de pont gaulois du Ier siècle av. J.-C. a été mis au jour à Étival-Clairefontaine, en contrebas du camp de la Pierre d'Appel. Il est fort probable que la via salinatorum ou voie des Saulniers a franchi par un pont romain continûment ce secteur de rivière. En amont, il n'y aurait aucun pont connu de façon fiable avant l'époque moderne. En aval, La Neuveville et Raon-l'Étape, communautés érigées en villes respectivement au XIIe siècle et au sud, au XIIIe siècle et au nord de la rivière, n'ont été réunies par un grand pont qu'après 1890. Mais l'absence de ponts importants ne signifie pas un aménagement réduit de la rivière. Partout et dans des endroits aujourd'hui insoupçonnés, elle a été barrée, aménagée, déviée et ses anciens lits d'alluvions ou bras colmatés, constamment recreusés pour de multiples fins : constitutions de viviers ou d'étangs, rétention, canalisation et prise hydraulique à des fins d'irrigations de prairies, d'énergie motrice (puis électrique) pour les moulins, organisation du flottage de bois, etc.
L'historien soupçonne le développement d'un flottage intense à la fin du XIIe siècle. Les ports de La Neuveville (aujourd'hui sur la commune de Raon-l'Étape) et de Bourmont (Nompatelize), sous le contrôle de l'abbé et des chanoines prémontrés d'Étival apparaissent comme les jalons connus de ce mode de transport, sans doute encore plus ancien.

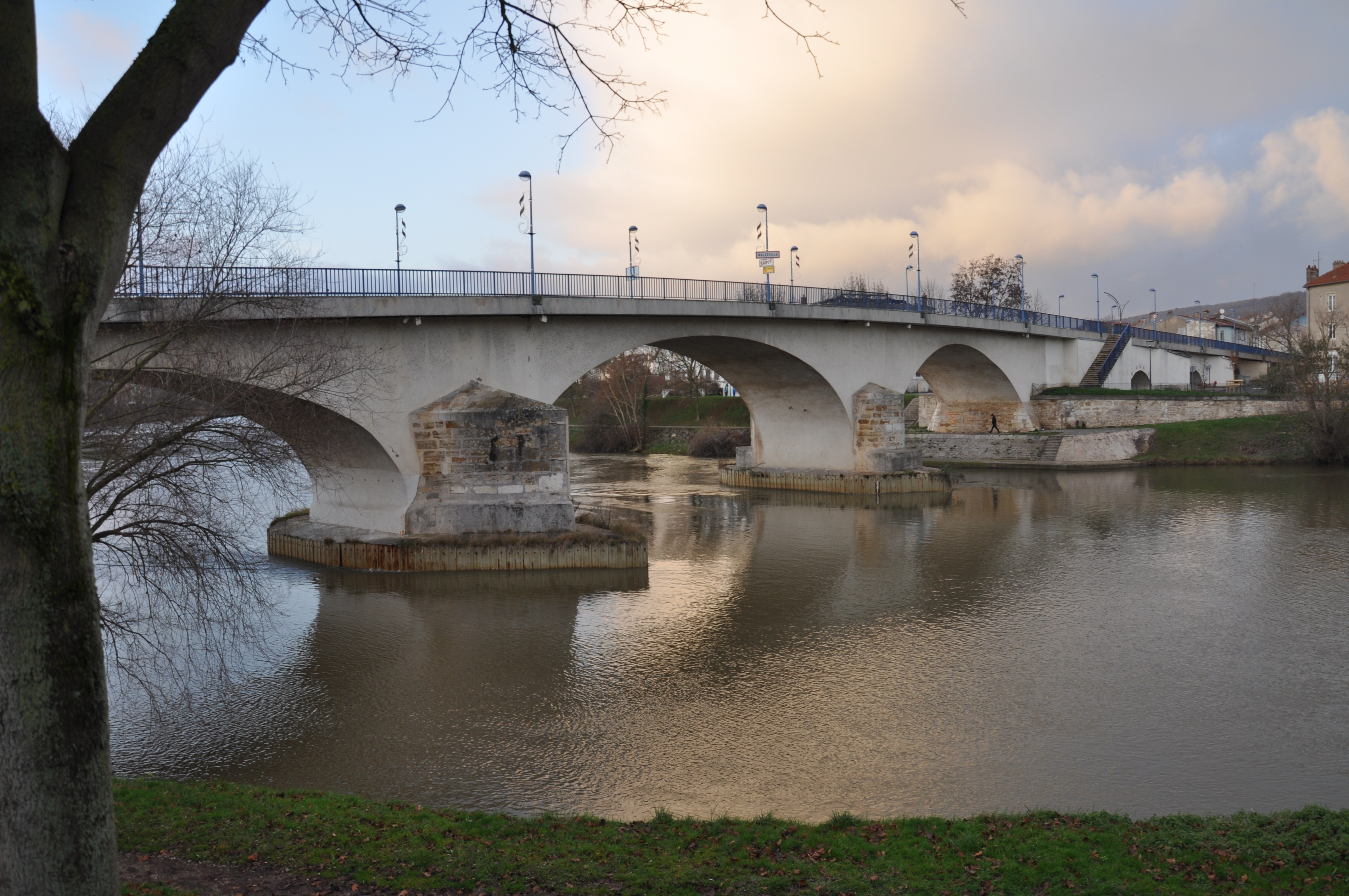
Le pont de Malzéville sur la Meurthe, datant du XV.

Du XIVe siècle jusqu'au-delà du XIXe siècle, les archives prouvent que la Meurthe et ses affluents servent au flottage, en particulier au flottage du bois. Elle a été selon les spécialistes allemands qui l’observent au début des années 1950, une des rivières les plus barrées de France. Les ouvrages d'aménagement les plus communs permettent de faire glisser sur les plus modestes sous-affluents des petits trains de bois ou assemblages de planches liées par harts. Rejoignant la Meurthe, ils sont flottés vers les ports de La Neuveville ou de Raon-l'Étape. Les planches sont stockées sur la rive de ces ports, puis assemblées à nouveau en trains, sous l'autorité d'un maître de flottage, à la fois marchand de bois et entrepreneur de transport, les bois sont expédiés aux acheteurs de l'aval.
Les manœuvres chargés de monter et conduire les trains de bois sont nommés les voileurs, en langue vernaculaire les oualous, car ils s'aidaient autrefois de la force du vent en hissant dès que possible une voile. Les trains de planches vont lentement, passant par l'étape de Saint-Nicolas-de-Port. Puis les trains gagnent Rosières et Nancy, puis la Moselle à Frouard, prolongeant parfois jusqu'à Metz, Thionville. Les voileurs rentrent alors à pied en ramenant un des poissons les plus anciennement connus dans la langue locale, le hareng. Trêves, Coblence, Cologne et la Hollande n'étaient pas des destinations inconnues autrefois à ceux qui flottaient le bois de Hollande. Même les canaux latéraux ou transversaux de Moselle ou du Rhin peuvent être atteints après avoir emprunté la voie fluviale par les maîtres flotteurs, exceptionnellement à l'occasion d'une commande.
La lenteur des trains de bois est proverbiale. Deux oualous sur leur train de planches d'une cinquantaine de mètres en piquant çà et là les berges avec leurs perches ou forêts n'accomplissent que vingt kilomètres par jour. Un fantassin pouvait marcher trois fois plus vite, une locomotive tirer ses lourds wagons trente fois plus vite !
Au début des années 1860, plus de trois cents familles à Raon-l'Etape et La Neuveville vivent directement du flottage par voiles. 80 000 tonnes de bois sont évacués chaque année du massif, par voiles de 20 à 30 tonnes.
L'arrivée du chemin de fer a sonné le glas du flottage. Pourtant il se maintient plus de trente ans après l'inauguration de la voie ferrée de Lunéville à Saint-Dié en 1864. L'ouragan de 1902 laisse plus d'un million de stères de chablis qui réveille le moribond. Le flottage par radeaux et par bois bôlés reprend vigueur pour s'éteindre définitivement en 1905. Il ne faut pas confondre les voiles ou radeaux de bois de toutes tailles avec le boloyage ou flottage à bûches perdues qui nécessite une autre organisation coordonnée au long de la rivière et surtout une vigilance habile pour éviter les vols.
Un des plus gros clients de bois de chauffage est installé après la fin du XVIIIe siècle en rive de Meurthe : la cristallerie de Baccarat commande et récupère surtout des flottages réguliers à bûches perdues. Ces bois bolés d'une longueur d'un mètre ont pu représenter un approvisionnement de 10 000 tonnes par an.
À Nancy, pour lutter contre les dégâts des inondations, le tracé du canal de la Marne au Rhin a isolé la Meurthe des zones sensibles. Venant de Toul, le canal de la Marne au Rhin longe la rivière de Frouard à Dombasle puis remonte le Sânon en direction de l'Alsace.
À l'aval de Nancy le cours de la Meurthe a été rectifié en 1986 jusqu'à son confluent avec la Moselle: son lit a été élargi et des méandres ont été coupées.

## Hydrologie

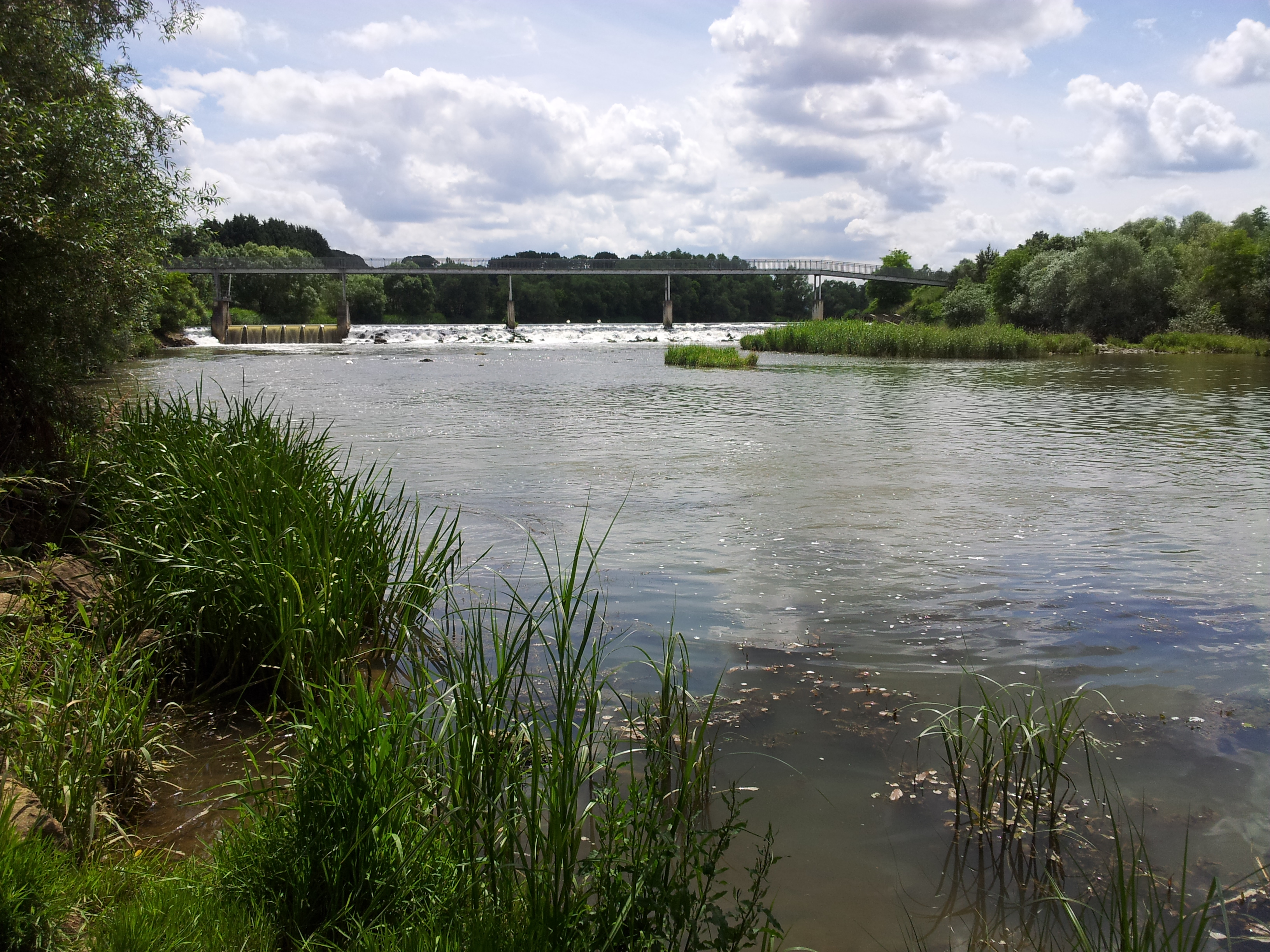
Seuil et passerelle sur la Meurthe au lieu-dit le Moulin Noir à Lay-Saint-Christophe.

La Meurthe est une rivière abondante, à l'instar de ses voisines de la région des Vosges.

### La Meurthe à Malzéville
Son débit a été observé sur une période de 48 ans (1960-2007), à Malzéville, localité du département de Meurthe-et-Moselle située à la sortie nord de Nancy peu avant son confluent avec la Moselle. Le bassin versant de la rivière y est de 2 960 km2 (soit la presque totalité du bassin versant qui fait 3 085 km2).
Le module de la rivière à Malzéville est de 39,7 m3/s.
La Meurthe présente des fluctuations saisonnières de débit assez marquées, comme très souvent dans l'est de la France, avec des hautes eaux d'hiver-printemps portant le débit mensuel moyen à un niveau situé entre 47,7 et 64,4 m3/s, de décembre à avril inclus (avec un maximum en février), et des basses eaux d'été, de juillet à septembre, avec une baisse du débit moyen mensuel jusqu'à 16,6 m3/s au mois d'août. Mais ces moyennes mensuelles ne sont que des moyennes et occultent des fluctuations bien plus prononcées sur de courtes périodes.

### Étiage ou basses eaux
Aux étiages, le VCN3 peut chuter jusque 4,1 m3/s, en cas de période quinquennale sèche, ce qui est assez bas, à peine supérieur à celui de l'Essonne en Île-de-France.

### Crues
Les crues peuvent être, quant à elles, très importantes. Ainsi le débit instantané maximal enregistré a été de 808 m3/s le 4 octobre 2006, tandis que la valeur journalière maximale était de 754 m3/s le 27 mai 1983. Le QIX 10 est de 510 m3/s, le QIX 20 de 600 m3/s et le QIX 50 de 710 m3/s. Les QIX 2 et QIX 5 valent quant à eux respectivement 290 et 430 m3/s. D'où il ressort que les crues d'octobre 2006 étaient plus que cinquantennales, peut-être centennales, et dans tous les cas très exceptionnelles.
À titre de comparaison avec une importante rivière du bassin parisien, soulignons que le QIX 10 de la Marne, à son entrée dans l'agglomération parisienne, vaut 510 m3/s (identique à celui de la Meurthe) et son QIX 50 se monte à 600 m3/s (contre 650 pour la Meurthe), et ce malgré un bassin plus de quatre fois plus étendu.

### Lame d'eau et débit spécifique
La Meurthe est une rivière abondante, alimentée par des précipitations elles aussi abondantes dans la région vosgienne. La lame d'eau écoulée dans son bassin versant est de 425 millimètres annuellement, ce qui est élevé, nettement supérieur à la moyenne d'ensemble de la France, mais légèrement inférieur à la moyenne de la totalité du bassin français de la Moselle (445 millimètres par an à Hauconcourt). Le débit spécifique (ou Qsp) atteint le chiffre de 13,4 litres par seconde et par kilomètre carré de bassin.

## Un voyage géologique et écologique

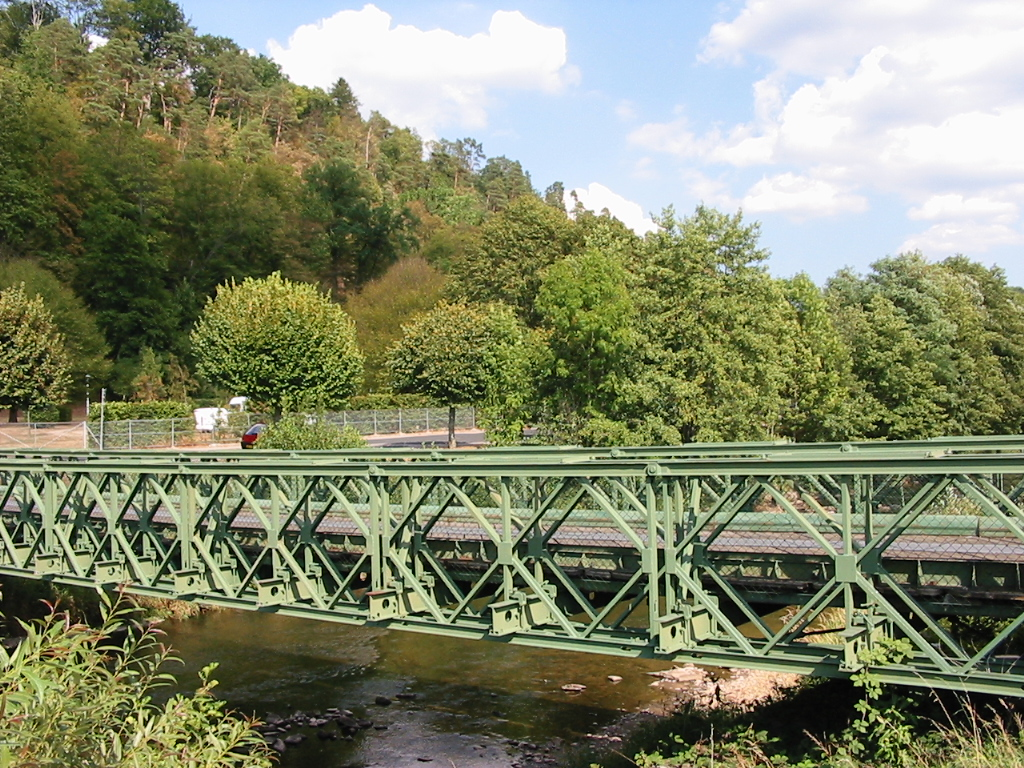
Pont Bailey sur la Meurthe à Saint-Dié-des-Vosges (remplacé 2009).

La topographie de ce qui est aujourd'hui la vallée de la Meurthe est le résultat lointain de l'intense fracturation au début du Tertiaire il y a 60 millions d'années. La formation continue du graben alsacien et une multitude de diaclases, failles de toutes sortes et leurs réactivations par les séismes ou l'activité volcanique, ont donné les orientations principales à l'écoulement des eaux et plus tard des glaces en dégel.
La haute vallée de la Meurthe est en effet marquée par les glaciations de l'ère quaternaire. Si les glaciers en forme de calottes ou de plateaux d'avant Mindel sont méconnus et probablement très vastes, les importantes glaciations de l'époque Riess et les multiples glaciations würmiennes, mieux cernées par les spécialistes belges, surcreusant les hautes vallées ont contribué à l'énorme puissance de la rivière Meurthe pendant les phases de fonte glaciaire.
Le géologue le moins chevronné explique ainsi les dépôts d'alluvions de l'ancienne grande vallée dans le secteur de Saint-Dié, bien visibles en particulier sur les hauteurs du bois de Grattain ou du cimetière de la Côte Calot. Ils surplombent parfois de plus de 70 mètres le niveau actuel.
Le thalweg alluvionnaire est large de 2 kilomètres à Saulcy-sur-Meurthe. De Anould à cette localité, de vastes accumulations de galets fluvio-glaciaires expliquent la riche nappe phréatique, qui suffit amplement aux besoins industriels et communautaires.
Particularité d'un encaissement toutefois très modéré du thalweg, à partir de Sainte-Marguerite, les alluvions récentes, plus sableuses, au voisinage des premiers reliefs, ont généré des nappes basses, aquifères d'extension réduites, au-dessus de la nappe phréatique plus profonde.
La Meurthe traverse ainsi sur ces anciennes alluvions le bassin permien de Saint-Dié caractérisé par les vieux grès rouges d'il y a 260 millions d'années, qui comportent aussi des couches d'argiles, des épandages de galets et fines nappes calcaires, résultats de divers dépôts hydrauliques ou de transgressions lacustres ou marines de cette époque principalement torride. À Baccarat, la rivière a installé son lit alluvial entre les grès roses triasiques d'il y a 230 millions d'années. Elle poursuit dans les derniers étages triasiques, marneux, calcaire et salins. L'eau de sa nappe phréatique devient de plus en plus dure et n'est plus potable.
La vallée déblayée jusqu'en Rhénanie par la puissante Meurthe primitive, présentant un bassin à l'altimétrie sensiblement plus basse dès la fin du quaternaire, a fini par capter les eaux de la Moselle qui se jetaient autrefois dans la Meuse primitive. La Moselle actuelle, au débit plus imposant, lui a chipé sa basse vallée.
La salure naturelle et aujourd'hui anthropique de la Meurthe rend ses eaux impropres à la potabilisation, forçant la ville de Nancy à amener par galerie filtrante de l'eau depuis la rive droite de la Moselle au niveau de Messein. Un aqueduc souterrain de 11 km la mène jusqu'à l'usine de traitement Édouard Imbeaux de Nancy-Vandœuvre.